# Distrito de Baden-Argóvia
O Distrito de Baden faz parte do cantão suíço de Argóvia, e onde a cidade de Baden é também capital do distrito. 

## Geografia
O distrito é composto por 26 comunas que ocupam uma superfície total de 153,07 km2. Desta área 37,1 % é dedicada à agricultura, enquanto 38,5 % está coberto de floresta.
Com 128 822 hab., a densidade é de 870 hab./Km2 e a cidade mais populosa é o de Badem com 17 709 hab.

## Imagens

Bandeira do Cantão de Argeovia
Escudo de Argóvia Capital do distrito
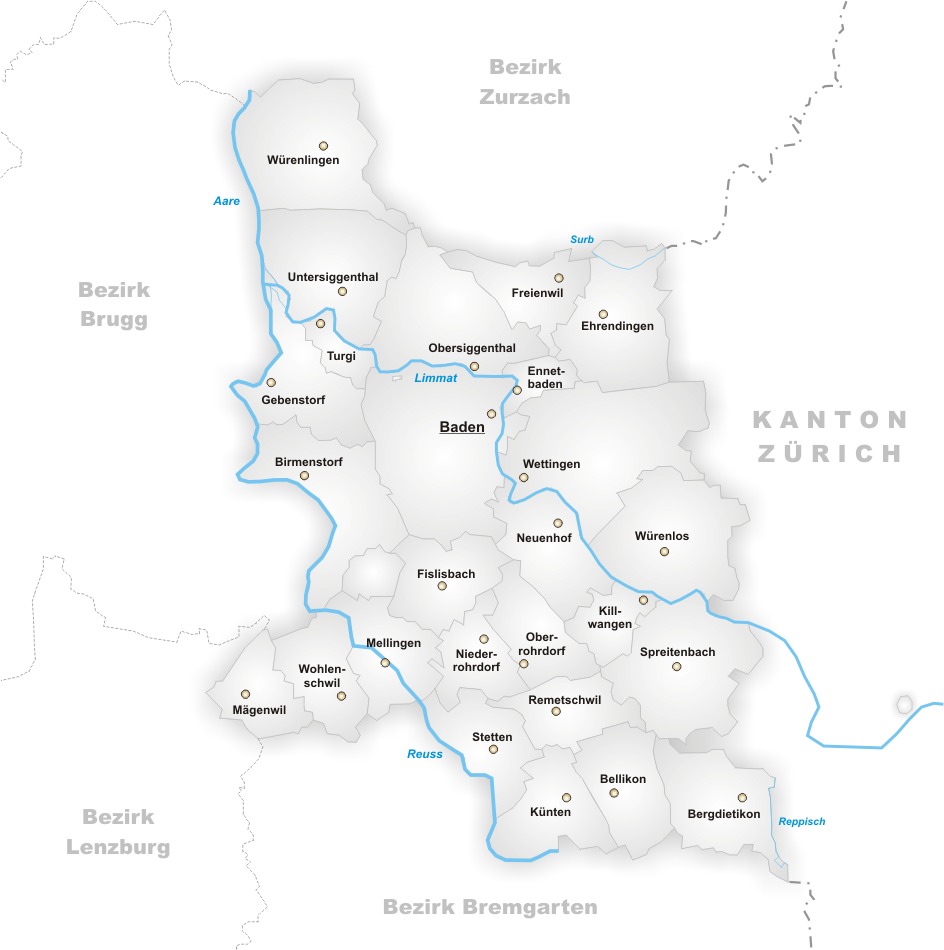
Comunas do distrito de Baden

## Comunas
As 26 comunas do distrito de Baden
| Distrito de Baden | Distrito de Baden       | Distrito de Baden |
| Comunas           | População (31.12. 2010} | Superficie km²    |
| ----------------- | ----------------------- | ----------------- |
| Baden             | 4021                    | 13.17             |
| Bellikon          | 4022                    | 4.94              |
| Bergdietikon      | 4023                    | 5.94              |
| Birmenstorf       | 4024                    | 7.80              |
| Ehrendingen       | 4049                    | 7.31              |
| Ennetbaden        | 4026                    | 2.11              |
| Fislisbach        | 4027                    | 5.05              |
| Freienwil         | 4028}}                  | 3.99              |
| Gebenstorf        | 4029                    | 5.64              |
| Killwangen        | 4030                    | 2.43              |
| Künten            | 4031                    | 4.89              |
| Mägenwil          | 4032}}                  | 3.48              |
| Mellingen         | 4033                    | 4.86              |
| Neuenhof          | 4034                    | 5.37              |
| Niederrohrdorf    | 4035                    | 3.33              |
| Oberrohrdorf      | 4037                    | 4.30              |
| Obersiggenthal    | 4038                    | 8.36              |
| Remetschwil       | 4039                    | 3.88              |
| Spreitenbach      | 4040                    | 8.60              |
| Stetten           | 4041                    | 4.41              |
| Turgi             | 4042                    | 1.55              |
| Untersiggenthal   | 4044                    | 8.28              |
| Wettingen         | 4045                    | 10.59             |
| Wohlenschwil      | 4046                    | 4.39              |
| Würenlingen       | 4047                    | 9.37              |
| Würenlos          | 4048                    | 9.03              |
| Total (26)        | 1902                    | 153.07            |